# Lachnum nudipes
Lachnum nudipes är en svampart som först beskrevs av Karl Wilhelm Gottlieb Leopold Fuckel, och fick sitt nu gällande namn av John Axel Nannfeldt 1928. Lachnum nudipes ingår i släktet Lachnum och familjen Hyaloscyphaceae.  Arten är reproducerande i Sverige. Utöver nominatformen finns också underarten minor.